# Вверх дном (роман)
«Вверх дном» (фр. Sans dessus dessous) — научно-фантастический роман Жюля Верна, заключительная часть трилогии о «Пушечном клубе», опубликованный в 1889 году. По мнению французского исследователя Ф.Рэймона, самый «современный» из романов писателя.

## Сюжет
В американском городе Балтимор организуется общество, назвавшее себя Арктической промышленной компанией. На весь мир оно объявляет, что 3 декабря 189… года в Балтиморе состоится аукцион, на который будут выставлены все земли Северного полушария от 84-й параллели до полюса. Выкупить эти земли решаются США (которые представляет, собственно Арктическая промышленная компания), Англия, Дания, Швеция-Норвегия, Голландия и Россия. На аукционе побеждает, естественно, Америка, чей делегат, Уильям С. Форстер, предложил двести центов за каждую квадратную милю выставленных земель, то есть в общей сложности, более 800 тысяч долларов.
Позже выясняется, что покупка была сделана для Импи Барбикена, председателя всем известного Пушечного клуба. Тот объявляет, что купил Северный полюс с целью использования его каменноугольных залежей. Недоступность полярных земель его не смущает: руководствуясь принципом «если гора не идёт к Магомету, то Магомет идёт к горе», Барбикен решил сместить земную ось, чтобы прежний полюс оказался в умеренной климатической зоне. Сместить полюс решают с помощью громадной пушки и такого же ядра: отдача от выстрела придаст Земле вращательное движение, после окончания которого земная ось приобретет новый наклон по отношению к плоскости орбиты. Вычислить силу, необходимую для этого предприятия, поручается Дж. Т. Мастону, делавшему когда-то расчёты для «Колумбиады».
Однако космические путешественники, ещё недавно чествуемые населением, неожиданно сталкиваются с негодованием и осуждением общественности: поворот земной оси неминуемо нарушит равновесие планеты, в результате чего воды Мирового океана перейдут на новый уровень, затопив густонаселенные земли, и убив множество людей. Однако это тоже не смущает Барбикена: ему безразличен остальной мир, его волнуют только прибыли и доходы. Ради личного обогащения этот человек готов пойти на все. Мастон же, рассчитавший параметры орудия и заряда, вообще не задумывается о последствиях: он просто наивный ученый, беззаветно преданный Барбикену.
Барбикен, заблаговременно скрывшийся из США, тайно проводит в Африке необходимые работы, устанавливая в горе Килиманджаро орудие и заряд. Мастон, заключенный правительством в тюрьму, упорно молчит на всех допросах, не выдавая местонахождения пушки. Тем не менее, сведения о строительстве все же просачиваются наружу, и мир узнает о Килиманджаро. Ведущие физики, проанализировав полученные данные, выдают мрачный прогноз: смещение земной оси действительно вызовет гигантскую приливную волну, которая истребит все живое в целом ряде стран. Погибнут миллионы людей. Эвакуировать их невозможно: для этого нет ни времени, ни средств.
В полночь 22 сентября того же года Барбикен, следуя своему плану, производит выстрел из подготовленного орудия. Сейсмологи всего мира фиксируют сотрясение почвы. Но на следующий день, вопреки тревожным ожиданиям, Солнце идёт над землёй привычным маршрутом. Мир одновременно и радуется, и недоумевает. Однако вскоре в печать выходит статья француза-математика Альсида Пьердэ, который, единственный из всех людей, не боялся выстрела: повторив расчеты Мастона, он обнаружил в них ошибку в три нуля. В своей статье математик доказывает, что для смещения полюса на широты, желаемые Пушечным клубом, необходимо орудие, в триллион раз превышающее построенную Барбикеном пушку. Такое орудие физически не уместится на планете. Произведенный же выстрел действительно сместил полюса Земли, но не на три тысячи километров, а только на три микрона.
Пушечный клуб оказывается опозорен на весь мир. Барбикена с его сообщниками даже не сажают в тюрьму: они и сами боятся выйти из дома. Мастон же, благодаря своей ошибке, становится чуть ли не национальным героем. Но это не успокаивает ученого: он считает себя опозоренным, и уходит в тяжелую депрессию. Позже, однако, он находит утешение в браке с миссис Скорбит, которая все это время прикрывала и поддерживала его. Счастью молодоженов не мешает даже тот факт, что именно миссис Скорбит, позвонив когда-то Мастону, отвлекла его от расчетов, в результате чего он неверно указал в них длину земного экватора.

## Интересные факты
- В некоторых аспектах описанные Верном взаимоотношения Мастона и миссис Скорбит напоминают реальную историю спонсорства мошенника-изобретателя Джона Уоррела Кили миллионершей Кларой Мур.
- В русском переводе пропущены названия отдельных компаний. В том числе фраза «On n’eût pas procédé avec plus de succès dans les usines du Creusot, de Cail, d’Indret, de la Seyne, de Birkenhead, de Woolwich ou de Côckerill.» была переведена как «Работа не могла бы идти успешнее в мастерских механических заводов Крезо, Биркенхэда или Вульвича.» (глава XVII).
- Замысел романа возник у Верна ещё 1860-х годах[2].
- В романе прослеживается несоответствие собственной верновской карте мира — в Путешествиях и приключениях капитана Гаттераса Верн описывает Северный полюс, как действующий вулкан посредине моря, не совсем понятно, о каких областях и угольных месторождениях говорит Барбикен (хотя на Шпицбергене имеются месторождения угля и руд металлов). Впрочем в книге остается оговорка, что план сдвига оси преследует сугубо коммерческие цели Пушечного клуба по получению заказов и демонстрации мощи.
- В особом приложении к французскому изданию романа есть «Глава дополнительная, которую поймут немногие», в которой все вычисления доказываются математиком и горным инженером Г. Бадуро.